# Jan Coeck
Jan Coeck (Wilrijk, 20 november 1950) is componist van liederen, muzikale verhalen en werken voor koor en/of instrumentale ensembles. Hij studeerde aan het Lemmensinstituut in Leuven en was er van 1973 tot 2014 docent. Zijn oeuvre omvat vooral vocale muziek voor kinderen. Coeck schreef tal van liedbundels, waaronder Frans- en Duitstalige, en verleende zijn medewerking aan diverse handboeken voor muzikale opvoeding. Enkele van zijn vocale composities werden geïnspireerd door Spaanse poëzie, wat hem diverse onderscheidingen in het buitenland opleverde.